# Eliseo Alberto
Eliseo Alberto de Diego García Marruz (Arroyo Naranjo, Cuba, 10 de setembro de 1951 - Cidade do México, 31 de julho de 2011) foi um jornalista e escritor cubano.
Formado em jornalismo pela Universidade de Havana. Foi chefe de redação da mítica revista cultural El Caimán Barbudo e subdiretor de Cine Cubano.
É autor vários romances: La fogata rota, La eternidad por fin comienza un lunes, Caracol Beach, Fábula de José e Dos cubalibres "Nadie quiere más a Cuba que yo".
Publicou vários livros de poesia e de contos para crianças, assim como as memórias Informe contra mí mesmo.